# Alzhausen
Alzhausen ist ein Gemeindeteil der Marktgemeinde Rohr in Niederbayern im Landkreis Kelheim.

## Lage
Das Dorf Alzhausen liegt in der Hallertau am westlichen Talrand der Großen Laber auf der Gemarkung Laaberberg. Östlich vom Ort verläuft die St 2143, südlich im Tal des Rohrbachs die St 2230. Das Autobahnnetz wird über die Anschlussstelle Abensberg der A 93 in etwa neun Kilometern erreicht.

## Geschichte
1120/26 erwarb ein gewisser Nithard einen Hof am Emmeranstor zu Regensburg im Tausch gegen Güter in Alzhausen und Voxbrunn. Beide Ortschaften sind später als Besitz des Klosters Rohr nachweisbar. Die Gründung der Ortschaft wird gemäß dem Suffix „-hausen“ wohl im ausgehenden 7. bzw. beginnenden 8. Jahrhundert stattgefunden haben.
Bis zur Säkularisation gehörte der Ort zur geschlossenen Hofmark des Stifts. Anschließend zur neugebildeten Gemeinde Laaberberg gemäß bayerischen Gemeindeedikt. Im Zuge der Gebietsreform in Bayern wurde der Ort am 1. Januar 1974 nach Rohr in Niederbayern eingemeindet. Alzhausen gehört bereits seit Jahrhunderten zur katholischen Pfarrei Laaberberg.

## Sehenswürdigkeiten

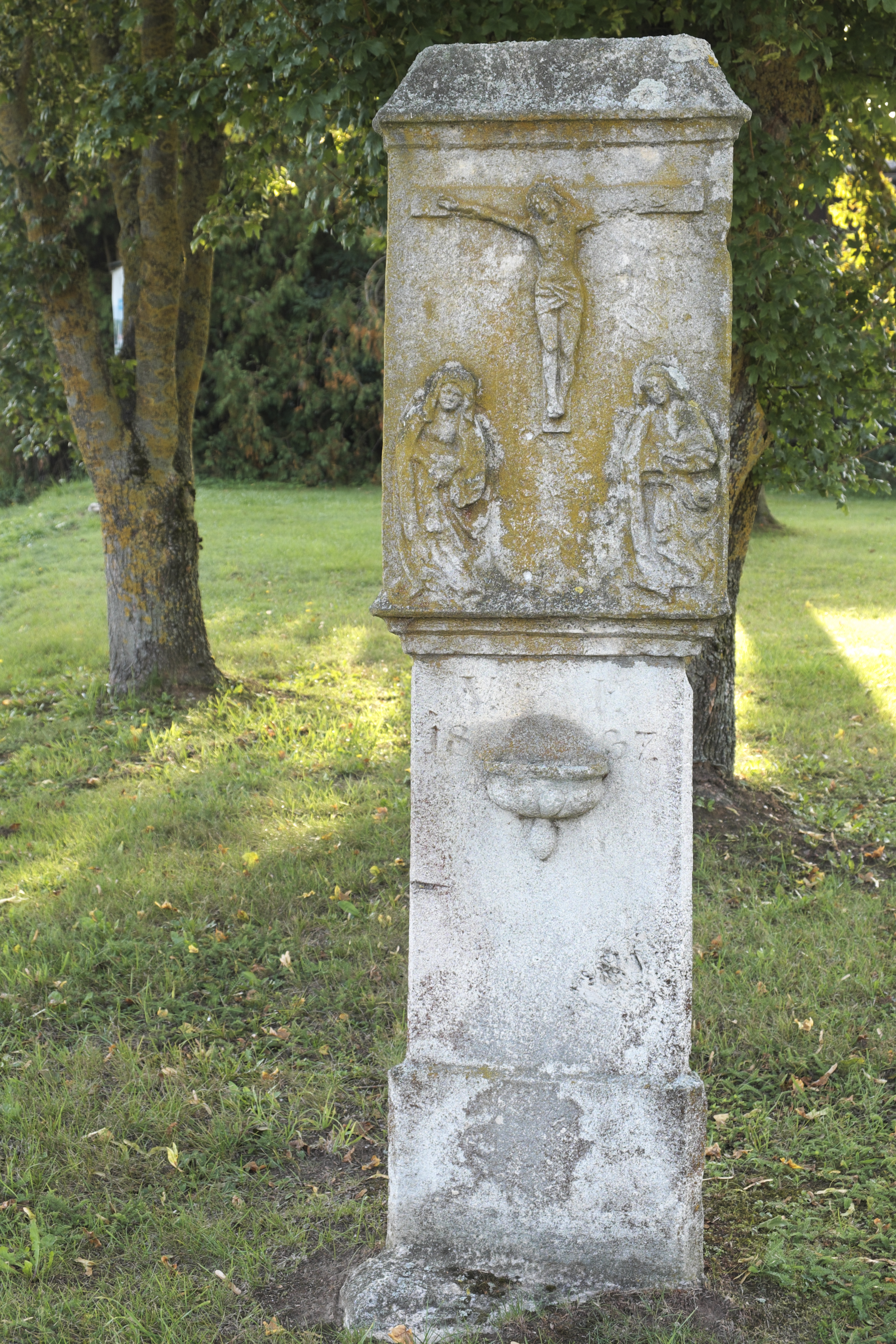
Säulenbildstock

- Spätgotischer Bildstock aus der Zeit um 1490. Auf den drei Seiten sind Reliefs angebracht, das Kruzifix mit Maria und dem „Lieblingsjünger“ Johannes (Kreuzigungsgruppe), der heilige Sebastian und der Schmerzensmann. Der Unterbau mit Weihwasserkessel wurde nachträglich hinzugefügt und stammt aus dem Jahr 1837.
- Station der Labertaler Storchenroute mit dem Thema "Überschwemmungen im Labertal"